# ザウバー・C14
ザウバー・C14 (Sauber C14) は、ザウバーが1995年のF1世界選手権参戦用に開発したフォーミュラ1カー。設計者はレオ・レスとアンドレ・デ・コルタンツ。1995年の開幕戦から最終戦まで実戦投入された。

## 概要
グループC時代から続いたメルセデスとのパートナーシップを失い、マシンパッケージを変更。新たにフォードと関係を結び、前年ベネトンに搭載されていたワークスエンジン、フォード・ZETEC-Rを獲得した。なお、エンジンレイアウトは前年と同じV8だが、排気量はレギュレーション変更により、3.5リッターから3リッターとなっている。シャシーはシーズン途中からハイノーズを採用した。なお、このC14に搭載されたZETEC-R(V8)エンジンは、翌1996年度に投入されたフォルティのFG01B及びFG03に搭載され、さらに翌々年の1997年にローラ・T97/30に受け継がれ、3年に渡って3つのチームで使用された。
C14の基礎開発は、チーフデザイナーのレオ・レスによって1994年2月から開始されていた。エンジンが変更になったため開発プログラムに多少の遅れが生じたとペーター・ザウバーも認めているが、1995年2月6日には完成しシェイクダウンが行われた。1995年開幕戦までに3台のC14が準備された。
C14はC13より170mm全長が短くなっている。ドライバーの安全を守るため、前年に引き続きコックピットにサイドプロテクターが装着されたが、今回は最初からそれを前提として設計されたため、C13のような取って付けたような形状は解消されている。ペーター・ザウバーは「我々のつくるマシンでは、コクピットに座るドライバーの頭部は完全に守りたいので、デザイナーには完璧にプロテクトできるデザインをお願いした。レギュレーションでそれが義務付けられているわけではないが、安全の優先をモットーとした。」と述べている。またC14の出来には満足しているとも述べ、「優勝を狙う、とはまだ言えないが、今年は何度か表彰台フィニッシュをしたいと考えているし、何度か皆さんを驚かせるようなレースもできるかもしれませんね。」と開幕前に意欲を述べた。
昨年までのようにメルセデスが資金を投下してくれることが無くなったため、ザウバーが抱えた一番の問題は資金であった。その解決の見込みが立ったのは、メインスポンサーとしてオーストリアのエナジードリンクメーカー、レッドブルとの契約に成功したことだった。他にもマレーシアの国営企業ペトロナスといった大手企業と契約し、カラーリングは黒一色からレッドブルカラーの濃紺に模様替えした。

## 1995年
ドライバーは、前年のモナコグランプリで大クラッシュを喫し瀕死の重傷から復帰したカール・ヴェンドリンガーと、印象的なデビューイヤーを果たしたハインツ＝ハラルド・フレンツェンを起用。テストドライバーとしてノルベルト・フォンタナも発表会に姿を見せた。
レオ・レスはC14の設計開始時にメルセデスV10搭載を前提に開発を進めていたが、メルセデスが方針を変更してザウバーとの提携を打ち切りマクラーレンとの長期契約を発表したことでフォード・ゼテックR V8エンジンに変更となり、重量バランスが想定と変わった悪影響はギアボックストラブルを誘発するなどシーズン序盤苦戦を強いられた。チーム内部では開幕間もないころにフォードがザウバーに対して「（ザウバーのスポーツカー時代の功労者）マックス・ウェルティをなぜ要職に置かないのか」と要求を突きつけるなど、一枚岩ではない側面も見せた。
その中で、フレンツェンは開幕3戦で2度の6位以内入賞を果たし、ドライバーとしての評価を高めた。フォードエンジンはその能力面でも誤算があり、ストローク短縮版となった3L仕様のゼテックRは、前年にミハエル・シューマッハをチャンピオンに導いた3.5L版エンジンとは似ても似つかぬ代物でパワー不足を露呈。トップスピードでC14はライバルに後れを取り続けた。そしてヴェンドリンガーが'94年まで持っていたはずの速さは失われており、第5戦モナコGPから前年の国際F3000選手権チャンピオンであるジャン＝クリストフ・ブイヨンと交代することとなった。ブイヨンはテスト契約を結んでいるウィリアムズからのレンタルであり、ウィリアムズとしては能力をよく知っているブイヨンを、フランク・ウィリアムズが獲得に興味を持っていたフレンツェンと組ませることで、フレンツェンの実力を見極めたいという思惑があった。ブイヨンはザウバーで2度入賞したが、それまでテストドライブを担当してきたウィリアムズ・FW17と比すると劣悪なハンドリングだったC14を速く走らせることができず、フレンツェンとの差が開く一方となり、翌年のサウバーのシート確保は絶望的となった。一方でその能力の高さを確認できたウィリアムズがフレンツェンの獲得に動くが、サウバーとマックス・ウェルティ、そしてフォードが翌年導入予定の新V10エンジンのポテンシャルアップを確約したことでフレンツェンはザウバー残留に同意。これによりフォードはV10開発大詰めとなっていたコスワースにかなり強力にプレッシャーをかけたとされる。
ギアボックスの改良などにより後半はマシンバランスが良化し、C14の長所は高い信頼性となった。フレンツェンは終盤連続で予選8位以内を確保する速さを見せ、第12戦イタリアGPでの自身及びチームにとって初となる表彰台（3位）を含む8回の入賞を果たした。
10月末の第16戦日本グランプリからはブイヨンに替わってヴェンドリンガーが5ヵ月ぶりに実戦復帰したが、休養前と同様に順位は低迷した。かつてミハエル・シューマッハやフレンツェンと共にメルセデスの英才教育を受け、メルセデスの若手三羽烏と呼ばれたヴェンドリンガーだったが、F1では同年をもってシートを失い、翌年以後はスポーツカーレースへと参戦カテゴリーを移した。

## スペック

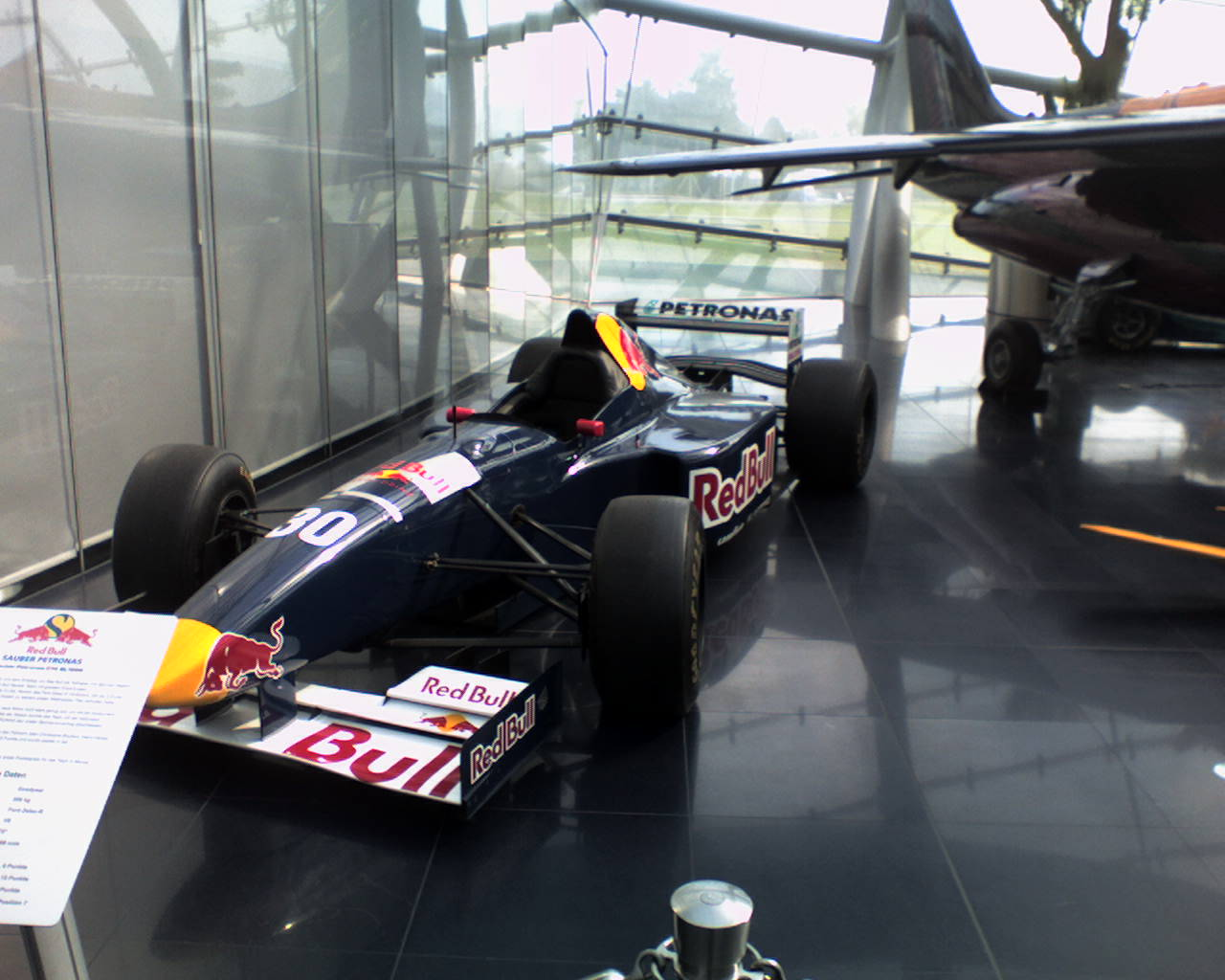
レッドブルの展示施設「ハンガー7」に展示されるC14

### シャーシ
- シャーシ名 C14
- 全長 4,340 mm
- クラッチ ザックス
- ブレーキキャリパー ブレンボ
- ホイール スピードライン
- タイヤ グッドイヤー
- ギヤボックス 6速セミオートマチック

### エンジン
- エンジン名 フォード・コスワース・ZETEC-R
- 気筒数 V型8気筒
- スパークプラグ チャンピオン
- 燃料 エルフ
- 潤滑油 カストロール

## 記録
| 年   | No. | ドライバー                       | 1   | 2   | 3   | 4   | 5   | 6   | 7   | 8   | 9   | 10  | 11  | 12  | 13  | 14  | 15  | 16  | 17  | ポイント | ランキング |
| 年   | No. | ドライバー                       | BRA | ARG | SMR | ESP | MON | CAN | FRA | GBR | GER | HUN | BEL | ITA | POR | EUR | PAC | JPN | AUS | ポイント | ランキング |
| ---- | --- | -------------------------------- | --- | --- | --- | --- | --- | --- | --- | --- | --- | --- | --- | --- | --- | --- | --- | --- | --- | -------- | ---------- |
| 1995 | 29  | カール・ヴェンドリンガー         | Ret | Ret | Ret | 13  |     |     |     |     |     |     |     |     |     |     |     | 10  | Ret | 18       | 7位        |
| 1995 | 29  | ジャン＝クリストフ・ブイヨン     |     |     |     |     | 8   | Ret | Ret | 9   | 5   | 10  | 11  | 6   | 12  | Ret | Ret |     |     | 18       | 7位        |
| 1995 | 30  | ハインツ＝ハラルド・フレンツェン | Ret | 5   | 6   | 8   | 6   | Ret | 10  | 6   | Ret | 5   | 4   | 3   | 6   | Ret | 7   | 8   | Ret | 18       | 7位        |

- 太字はポールポジション、斜字はファステストラップ。(key)